# Trama euphorbiae
Trama euphorbiae är en insektsart. Trama euphorbiae ingår i släktet Trama och familjen långrörsbladlöss. Inga underarter finns listade i Catalogue of Life.